# Каменка (Глоденський район)
Каменка (рум. Camenca) — село у Глоденському районі Молдови. Адміністративний центр однойменної комуни, до складу якої також входять села Бринзень, Бутешть та Молешть.

## Населення
За даними перепису населення 2004 року у селі проживала 1221 особа.
Національний склад населення села:
| Національність       | Кількість осіб | Відсоток   |
| -------------------- | -------------- | ---------- |
| молдавани румуни     | 1193 11        | 97,7% 0,9% |
| українці             | 8              | 0,7%       |
| росіяни              | 6              | 0,5%       |
| гагаузи              | 1              | 0,1%       |
| інша / без відповіді | 2              | 0,2%       |
| Всього               | 1221           | 100%       |